# Neovermilia sphaeropomatus
Neovermilia sphaeropomatus är en ringmaskart som först beskrevs av Benham 1927.  Neovermilia sphaeropomatus ingår i släktet Neovermilia och familjen Serpulidae.
Artens utbredningsområde är havet kring Nya Zeeland. Inga underarter finns listade i Catalogue of Life.